# Arec (rivière)
Pour les articles homonymes, voir Arec.
L'Arec ou ruisseau de la Mouliasse est une  rivière du sud de la France c'est un affluent du Ciron donc un sous-affluent de la Garonne.

## Géographie

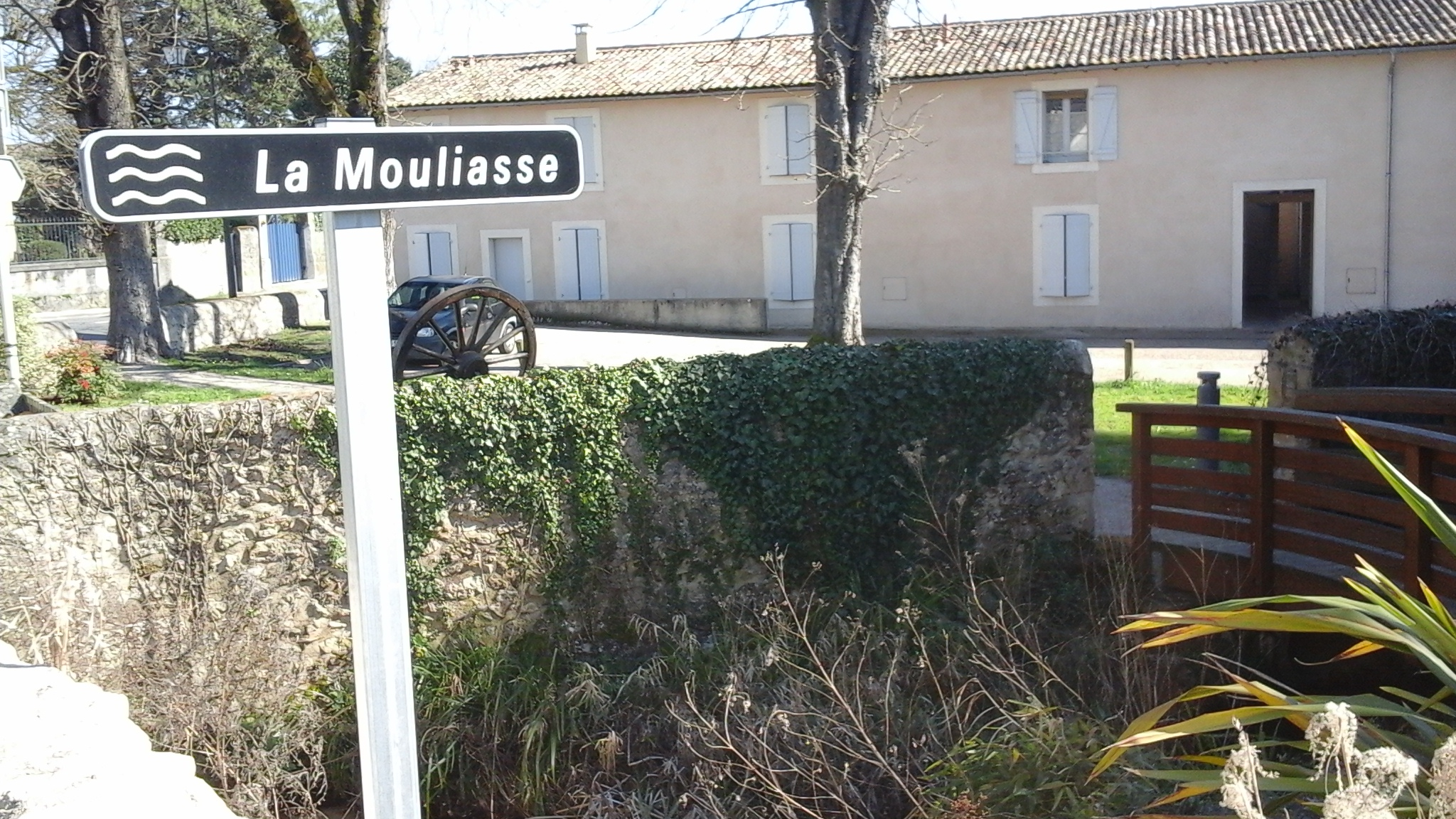
La Mouliasse à Landiras

De 10,7 km de longueur, l'Arec est une rivière qui prend sa source dans les Landes de Gascogne sur la commune de Landiras dans la Gironde sous le nom de ruisseau de Matriques puis prend le nom de ruisseau de la Mouliasse et se jette dans le Ciron en rive gauche sur la commune de Pujols-sur-Ciron.

## Département et communes traversés
- Gironde : Landiras, Pujols-sur-Ciron.

## Affluent
L'Arec n'a pas d'affluent répertorié.